# Eupithecia phaeocausta
Eupithecia phaeocausta,là một loài bướm đêm thuộc họ Geometridae. Nó là loài đặc hữu của Molokai.